# Gustav
För andra betydelser, se Gustav (olika betydelser).
Gustav (Gustaf) är ett mansnamn, som traditionellt antas vara sammansatt av folknamnet göt och stav ’stöd, ledare’. En annan tolkning är att namnet kommer från nordvästslaviska Gostislav av indoeuropeiska *ghosti ’vän’ och ett ord med betydelsen ’ära, rykte’.
Det äldsta belägget i Sverige är från år 1225 (”Gostauus”). I Peder Swarts krönika om Gustav Vasa från mitten av 1500-talet stavas namnet Götstaff, och antas där betyda ”Götalands ledare”. 
En gammal talspråksform av namnet är Gösta. Den franska formen är Gustave, den finska Kustaa (eller Kusti) och den spansk-italienska Gustavo.
I slutet av 1800-talet och början av 1900-talet var Gustav eller Gustaf ett av de fem vanligaste namnen i Sverige. Den 31 december 2020 fanns det totalt 120 623 personer i Sverige med namnet Gustav eller Gustaf, varav 27 868 med det som tilltalsnamn. År 2020 fick 236 pojkar namnet som tilltalsnamn.

## Namnsdagar
I Sverige: 
- Gustav, Gösta: 6 juni
- Gustav Adolf: 6 november (Gustav Adolfsdagen)

I den finlandssvenska namnsdagslängden har Gustav namnsdag 6 juni sedan starten 1929, då en egen namnsdagskalender togs i bruk för finlandssvenskar.

## Personer med förnamnet

### Kungliga personer med förnamnet Gustav/Gustaf
- Gustav I, oftast kallad Gustav Vasa, svensk kung 1523
- Gustav II Adolf, svensk kung 1611
- Gustav III, svensk kung 1771
- Gustav IV Adolf, svensk kung 1792
- Gustaf V, svensk kung 1907
- Gustaf VI Adolf, svensk kung 1950
- Gustav, svensk prins 1567 och tronföljare, son till kung Erik XIV
- Gustav, svensk prins (1587), son till kung Karl IX
- Gustav, svensk prins (1683–1685), son till kung Karl XI
- Gustav, svensk prins 1799 och tronföljare, son till kung Gustav IV Adolf
- Gustav, svensk prins 1827 och kompositör, son till kung Oskar I
- Gustaf Adolf, svensk prins 1906, son till kung Gustaf VI Adolf
- Karl X Gustav, svensk kung 1654
- Carl XVI Gustaf, svensk kung 1973
- Karl Gustav, flera svenska prinsar döda i unga år, se Sverige under Lista över regenter med namnet Karl

### Övriga personer med förnamnet Gustav/Gustaf/Gustave/Gustavo
- Gustaf Ahlbert (1884–1943), svensk missionär i Östturkestan
- Gustaf Andersson (folkpartiledare), ("Andersson i Rasjön"), statsråd, landshövding
- Gustaf Andersson (sjukkassedirektör), landshövding
- Carl-Gustaf Andrén, svensk teolog, universitetsrektor och universitetskansler
- Gustaf Mauritz Armfelt, svensk-rysk militär, ledamot av Svenska Akademien
- Gustaf Aulén, svensk biskop, psalmkompositör
- Gustav Banér, riksråd
- Gustav Bauer, Tysklands rikskansler 1919–1920
- Gustavo Adolfo Bécquer, spansk författare
- Gustaf Bergman (skådespelare)
- Gustaf Daniel Björck, biskop
- Gustav Björklund, youtubare
- Gustaf Boivie, sportskytt, OS-guld 1912
- Gustaf Adolf Boltenstern j:r, dressyrryttare, OS-brons 1948, OS-guld 1952 och 1956
- Gustaf Adolf Boltenstern s:r, militär, dressyrryttare, OS-silver 1912
- Erik Gustaf Boström, svensk statsminister 1891–1900 och 1902–1905
- Ebbe Gustaf Bring, biskop
- Carl Gustaf von Brinkman, poet, författare, diplomat, ledamot av Svenska Akademien
- Gustave Courbet, fransk målare
- Gustaf Dalén, svensk uppfinnare och nobelpristagare i fysik 1912
- Gustaf Dalman, tysk teolog
- Gustaf Adolf Danell, svensk präst, domprost i Växjö
- Gustave Doré, fransk konstnär
- Gustavo Dudamel, venezolansk dirigent
- Gustaf Dyrssen (1891–1981), svensk fäktare och modern femkampare, OS-guld 1920, OS-silver 1924, idrottsledare, militär
- Gustave Eiffel, fransk ingenjör
- Carl Gustaf Ekman, svensk liberal politiker, statsminister 1926–1928 och 1930–1932
- Gustave Flaubert, fransk författare
- Gustaf Fredrikson (skådespelare), teaterchef
- Gustav Freij, brottare, OS-guld 1948, OS-silver 1952, OS-brons 1960
- Gustav Fridolin, svensk politiker (Mp), statsråd
- Gustaf Fröding, svensk författare och poet
- Erik Gustaf Geijer, svensk historiker, skald och kompositör, ledamot av Svenska Akademien
- Gustaf Fredrik Gyllenborg, greve, författare, ledamot av Svenska Akademien
- Karl Gustav Hammar, ärkebiskop
- Gustav Hartenstein, tysk filosof
- Gustav Hedenvind-Eriksson, svensk författare
- Gustav Heinemann, tysk politiker, förbundspresident
- Gustaf Hellström, författare, ledamot av Svenska Akademien
- Gustav Hertz, tysk fysiker och nobelpristagare i fysik 1925
- Karl-Gustaf Hildebrand, professor, författare, psalmförfattare
- Gustav Holst, brittisk kompositör
- Gustaf Horn, svensk greve
- Gustáv Husák, tjeckoslovakisk politiker
- Gustaf Jansson (friidrottare), OS-brons 1952
- Gustaf "Husum" Jonsson, längdskidåkare, OS-silver 1928
- Gustav Jonsson ("Skå-Gustav"), svensk barnpsykiater
- Gustav Adolf Jonsson, sportskytt, OS-guld 1912
- Kyösti Kallio, född Gustav Kalliokangas, finländsk politiker,  president 1937–1940
- Gustaf Kilman, ryttare, OS-guld 1912
- Gustav Kirchhoff, tysk fysiker
- Gustaf Klarén, brottare, OS-brons 1932
- Gustav Klimt, österrikisk bildkonstnär
- Gustavo Kuerten, brasiliansk tennisspelare
- Gustaf Lagerbielke (hovkansler), statsråd, ledamot av Svenska Akademien
- Gustaf Lagercrantz, statsråd
- Gustaf Larsson (författare)
- Gustav Larsson, svensk cyklist
- Gustaf de Laval, svensk ingenjör, uppfinnare och industriman
- Jean-Marie Gustave Le Clézio, fransk författare, mottagare av Nobelpriset i litteratur 2008
- Gustav Leonhardt, nederländsk cembalist, dirigent och organist
- Carl Gustaf af Leopold, svensk skald, ledamot av Svenska Akademien
- Carl Gustaf Lewenhaupt (ryttare), militär, OS-brons i banhoppning 1920
- Gustaf Lewenhaupt (ryttare), OS-guld 1912
- Gustaf Lillie, greve och överste
- Gustaf "Topsy" Lindblom, svensk friidrottare, chef för Nalen, OS-guld 1920
- Gustaf Lindencrona, professor, universitetsrektor
- Gustaf Lindh, modern femkampare, OS-guld 1948 i vinterfemkamp
- Carl-Gustaf Lindstedt, skådespelare, komiker
- Gustaf Ljunggren, professor, universitetsrektor, ledamot av Svenska Akademien
- Gustaf Ljunggren (biskop)
- Gustaf Lundberg, konstnär
- Gustaf Lövås, svensk skådespelare
- Gustav Mahler, österrikisk kompositör
- Carl Gustaf Malmström, historiker, statsråd, riksarkivarie, ledamot av Svenska Akademien
- Gustaf Malmström (brottare), brottare, OS-silver 1912
- Gustaf Mannerheim, finländsk marskalk, president 1944-1946
- Gustaf Mattsson, friidrottare
- Gustaf Molander, svensk manusförfattare
- Gustave Moreau, fransk målare
- Gustav Möller, svensk politiker (socialdemokrat), statsråd
- Gustaf Nilsson, politiker (S), talman, landshövding
- Carl Gustaf Nordin, biskop, ledamot av Svenska Akademien
- Gustaf Olivecrona, svensk journalist och författare
- Gustaf Olofsson (Stenbock) till Toftaholm, död på 1490-talet
- Gustaf Olofsson (Stenbock) till Torpa, död 1571
- Gustavo Díaz Ordaz, Mexikos president
- Juho Kusti Paasikivi, född Johan Gustaf Hellstén, Finlands president 1946–1956
- Gustaf Petrén (jurist)
- Gustaf Petrén (kirurg)
- Gustaf von Platen, svensk journalist och författare
- Gustaf Ranft, svensk skådespelare
- Gustaf Retzius, svensk rasbiolog, ledamot av Svenska Akademien
- Nils Gustaf Ringstrand, svensk landshövding
- Carl Gustaf von Rosen, svensk greve och pilot
- Gustav Rosén, tidningsman, statsråd, landshövding
- Nils Gustav Rosén, generaldirektör, universitetskansler
- Gustaf Rosenqvist (1855–1931), finländsk teolog och politiker
- Gustaf Rosenqvist (1907–1980), svensk jurist och ämbetsman
- Gustav Rydergård, svensk handbollsspelare
- Gustaf Ryding, landshövding, talman
- Gustav Schäfer, tysk trumslagare i bandet Tokio Hotel
- Gustaf Sjökvist, svensk dirigent och kyrkomusiker
- Gustaf Skarsgård, svensk skådespelare
- Gustaf Eriksson Sparre (1582-1629), son till Erik Larsson Sparre, gift med Tycho Brahes dotter Sidsel, överste och kammarherre hos kung Sigismund
- Gustaf Larsson Sparre (1625-1689), var en svensk diplomat, landshövding, hovrättsråd och riksråd.
- Gustaf Sparre (1649-1692), amiral, bror till Axel Sparre och Erik Sparre af Sundby
- Gustaf Mauritz Sparre (1781-1835), bror till Bengt Sparre, överste, deltog i krigen mot Norge 1808 samt i Tyskland 1813
- Gustaf Sparre (justitiestatsminister) (1802-1886)
- Gustaf Sparre (talman) (1834-1914)
- Carl Gustaf Strandberg, jurist, författare, ledamot av Svenska Akademien
- Gustav Stresemann, tysk politiker, mottagare av Nobels fredspris 1926
- Gustaf Sundelin, politiker (Fp), talman
- Gustaf Söderlund, svensk kommunalpolitiker och direktör i SAF
- Gustavo Thöni, italiensk utförsåkare, OS-guld 1972 och 1976
- Gustaf af Ugglas, statsråd, överståthållare
- Gustav Vigeland, norsk skulptör
- Gustav Wagner, tysk SS-officer
- Gustav Wally, dansör, skådespelare, regissör, teaterchef
- Gustaf Weidel, jurist, diplomat, gymnast, OS-guld i lag 1908
- Karl Gustaf Westman, svensk rättshistoriker, statsråd
- Gustaf af Wetterstedt, greve, utrikesstatsminister, ledamot av Svenska Akademien
- Gustave Whitehead, tysk-amerikansk flygpionjär
- Gustav Adolf Widell, ämbetsman, landshövding
- Gustaf Fredrik Wirsén, svensk ämbetsman och politiker, ledamot av Svenska Akademien
- Gustaf Åkerhielm, svensk statsminister 1889–1891
- Gustaf Årvik, svensk präst

### Fiktiva figurer med namnet Gustav
- Gustav Falander, person i August Strindbergs roman Röda rummet från 1879
- Gustaf, katt i tecknad serie
- Gustav Sjögren. Fiktiv person i Rederiet. Spelad av Bert-Åke Varg.
- Gustav Svensson. Fiktiv person i tv-serien Svensson, Svensson resp filmen. Spelad av Allan Svensson.